# Ammersee
L'Ammersee (letteralmente "lago di Ammer") è un lago dell'Alta Algovia ed è il terzo lago in ordine di grandezza della Baviera (ed il sesto lago della Germania). 
Si trova a circa 35 km da Monaco di Baviera all'altitudine di circa 532,9 metri, ha una profondità massima di 81,1 metri e una superficie di 46,6 km².

## Geografia
Con una superficie di 47 km² è il sesto lago più grande della Germania. L'altitudine è di 520 metri e la profondità massima di 81 metri. Il fiume Ammer, un affluente dell'Isar, attraversa il lago e prende il nome di Amper dopo aver lasciato il lago. La qualità dell'acqua del lago è molto buona grazie all'introduzione, negli anni '60, di una fognatura circonferenziale che trasporta le acque reflue a un impianto di trattamento alla foce del lago a Eching.

## Clima
L'Ammersee si trova in un'area con clima atlantico umido e continentale secco. Il vento (Favonio) porta aria calda e secca da sud verso le prealpi bavaresi. La visibilità è spesso molto buona ed è possibile vedere le Alpi molto chiaramente. La temperatura media mensile non scende sotto i -3 °C, mentre la massima è compresa tra i 10 e i 22 °C.

## Storia
Come altri laghi bavaresi, l'Ammersee si è sviluppato in seguito allo scioglimento dei ghiacciai dell'era glaciale. Come il vicino lago di Starnberg, simile per dimensioni e forma, è un luogo popolare per gli sport acquatici. Piacevoli località come Dießen am Ammersee o Herrsching offrono vela, nuoto e gite in barca.
L'Ammersee e l'Amper fanno parte dell'antica via commerciale celtica dell'ambra verso il Brennero e i loro nomi potrebbero derivare dalla parola ambra.

## Suddivisione amministrativa

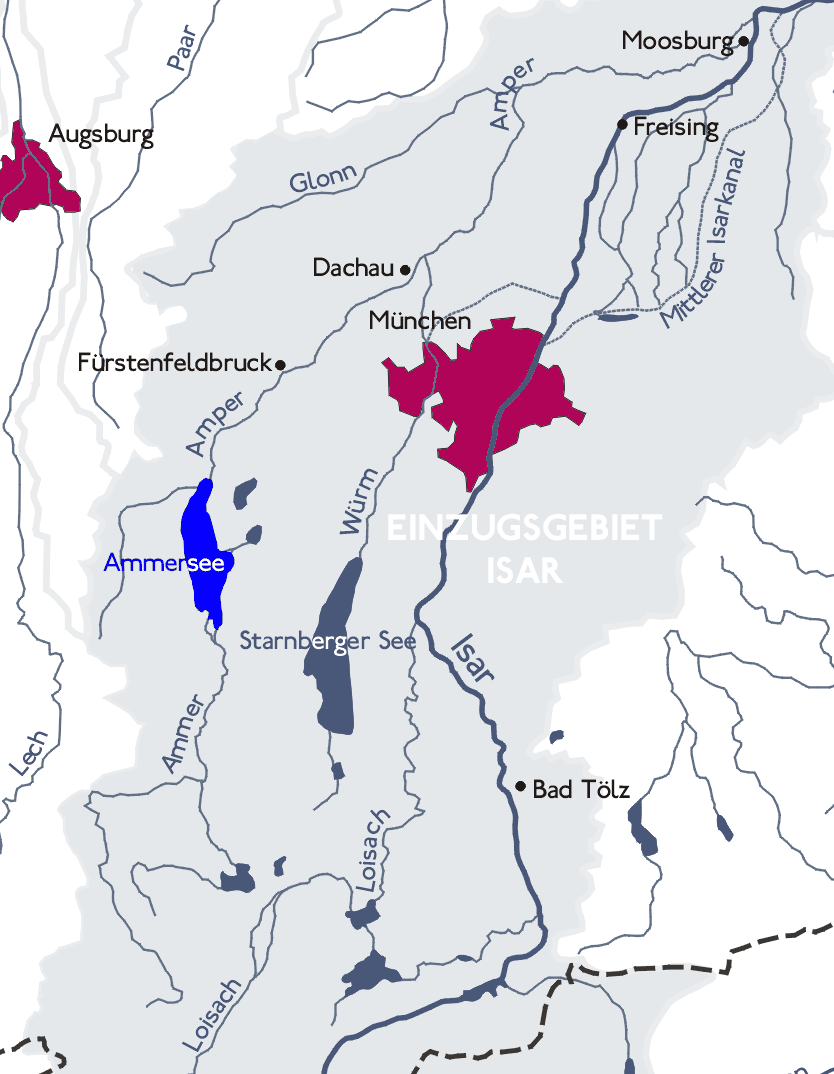
Bacino idrico dell'Ammersee.

I comuni in prossimità del lago sono:
- Dießen am Ammersee
- Schondorf am Ammersee
- Utting am Ammersee
- Eching am Ammersee
- Pähl
- Utting am Ammersee
- Inning am Ammersee
- Herrsching am Ammersee
- Greifenberg